# Landskapsjagare
Landskapsjagare var en typ av jagare inom svenska flottan som sjösattes åren 1945–1959. Beteckningen "landskapsjagare" kommer av att de åtta fartygen namngavs efter svenska landskap. 
Jagarna J16–J17 sjösattes åren 1945–1940 och var av så kallad Ölandsklass. Därefter följde två jagare i Hallandsklass (J18–J19) åren 1955–1956. Dessa båda fartyg blev strax därefter ledarfartyg i jagarflottiljerna, då de från början utrustades för förbandsledning. Hallandsjagarna var också var de första svenska jagarna att bestyckas med sjömålsrobotar.
De fyra sista landskapsjagarna, J20–J23, sjösattes 1958–1959 för att ersätta tre utrangerade fartyg: kryssarna HMS Gotland, HMS Tre Kronor och HMS Göta Lejon hade vid utvärdering visat sig vara alltför stora och dyra. De nya jagarna kom att kallas Jagare typ Östergötland eller Östergötland-klass.

## Landskapsjagarna
- HMS Öland (J16)
- HMS Uppland (J17)
- HMS Halland (J18)
- HMS Småland (J19)
- HMS Östergötland (J20)
- HMS Södermanland (J21)
- HMS Gästrikland (J22)
- HMS Hälsingland (J23)